# Полесье (Челябинская область)
Полесье — посёлок в Троицком районе Челябинской области. В составе Родниковского сельского поселения.

## География
Рельеф — переход полуравнины (Зауральский пенеплен) в равнину (Западно-Сибирская равнина); ближайшие выс.— 259 и 292 м. Ландшафт — лесостепь. В окрестностях — редкие колки. Через посёлок протекает река Тогузак. Посёлок связан грунтовыми дорогами с соседними населёнными пунктами. Расстояние до районного центра (Троицк) 50 км, до центра сельского поселения (пос. Родники) — 20 км.

## История
Посёлок основан в середине 1930-х гг. при одном из отделений совхоза «Троицкий», до 1968 входил в Тогузакский сельсовет. 
С 1942 на территории размещалось 4-е отделение совхоза «Карсинский», ныне — отделение ООО «Карсинское». 

## Население
| 2002 | 2010 |
| ---- | ---- |
| 335  | ↘214 |

(в 1963 — 360, в 1970 — 342, в 1983 — 317, в 1995 — 393)

## Улицы
- Заречная улица
- Набережная улица
- Рабочая улица
- Школьная улица